# Hellevad Sogn
Hellevad Sogn (dt.: Hellewatt) ist eine Kirchspielsgemeinde (dän.: Sogn) in Nordschleswig im südlichen Dänemark. Bis 1970 gehörte sie zur Harde Sønder Rangstrup Herred im damaligen Aabenraa-Sønderborg Amt danach zur Rødekro Kommune im damaligen Sønderjyllands Amt, die im Zuge der Kommunalreform zum 1. Januar 2007 in der „neuen“  Aabenraa Kommune in der Region Syddanmark aufgegangen ist.
Die stattliche romanische Dorfkirche von Hellevad bildet den Mittelpunkt von Hellevad Sogn.

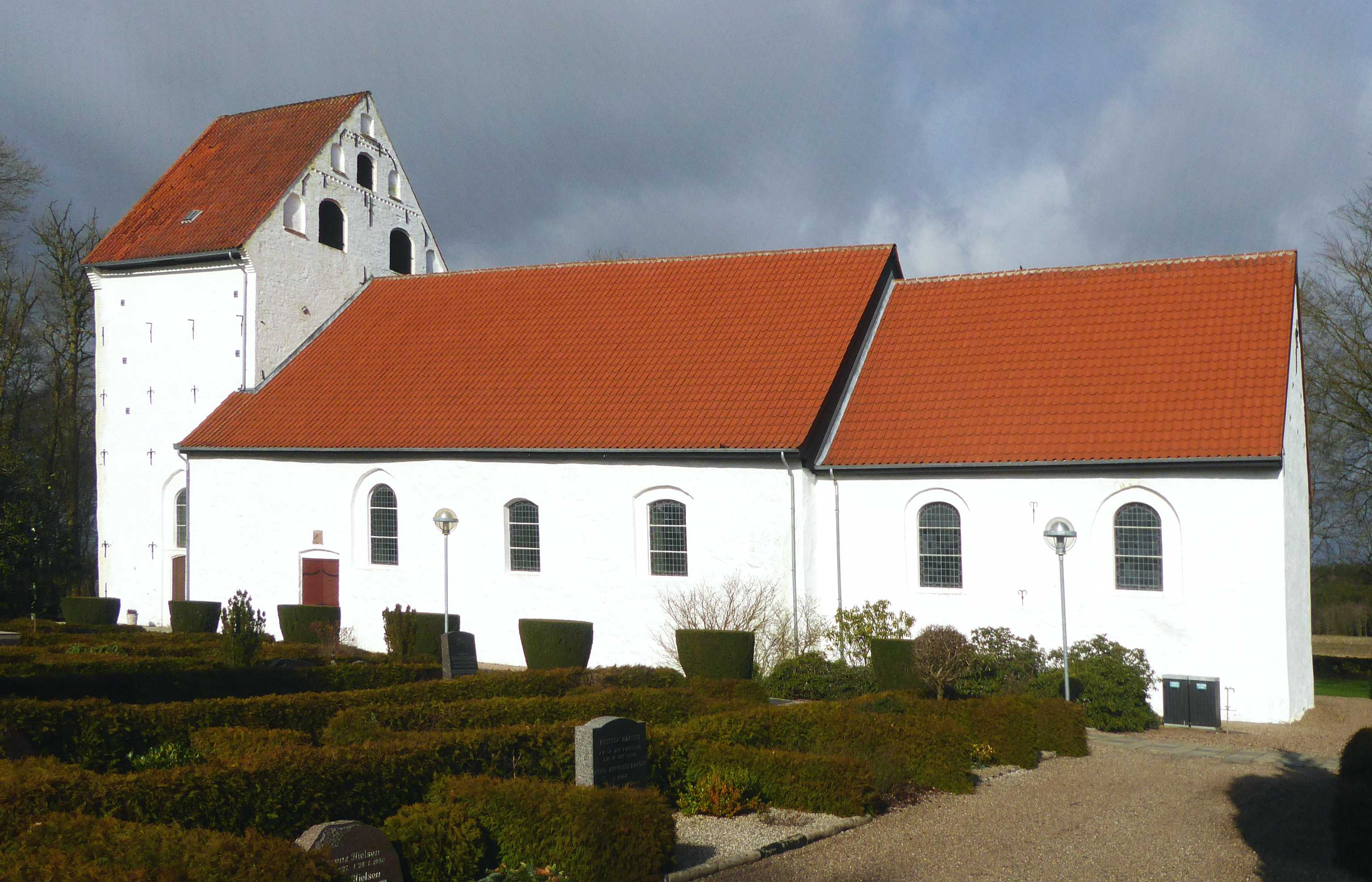
Hellevad Kirke in Hellevad Sogn, Kommune Aabenraa (2020)

## Gemeindegebiet
Hellevad liegt westlich von Aabenraa  (dt.: Apenrade) auf der hier sehr flachen schleswigschen Geest. Die Gemeinde hatte am 1. Januar 2023 auf einer Fläche von gut 35 km² 952 Einwohner, davon wohnten 529 Einwohner im Ort Hellevad.
Nachbargemeinden sind im Westen Bedsted Sogn (dt.: Bedstedt), im Norden Agerskov Sogn (dt.: Aggerschau), im Osten Egvad Sogn (dt.: Ekwatt), im Süden Hjordkær Sogn (dt.: Jordkirch) und Ravsted Sogn (dt.: Rapstedt).

## Geschichte
Im Mittelalter gehörte Hellevad zur Harde Sønder Rangstrup Herred  (dt.: Süderrangstrup-Harde) im Herzogtum Schleswig. Gemeinsam mit der Rise Herred (dt.: Ries-Harde) und dem Birk Varnæs (dt.: Warnitz) bildete sie ab dem 14. Jahrhundert das Amt Apenrade. Bei den Landesteilungen von 1490, 1544 und 1581 kam Hellevad jeweils fast geschlossen an den Gottorfer Landesteil. Mit Ekwatt bildete Hellewatt schon vor der Reformation ein Doppelpfarramt, das von einem Priester verwaltet wurde.
Nach dem Deutsch-Dänischen Krieg 1864 fiel das Herzogtum Schleswig an Preußen. Hellewatt wurde 1869 auf sechs kleine Landgemeinden aufgeteilt: im Osten Hellewatt (Hellevad), im Südosten Hüdewatt (Hydevad), im Norden Örsleff (Ørslev), im Nordwesten Hinderup, im Südwesten Schweilund (Svejlund) und im Süden Klautoft (Klovtoft). Die winzigen Gemeinden Hinderup und Schweilund wurden jedoch 1894/95 an Örsleff beziehungsweise Klautoft angegliedert.
1920 erfolgte nach einer Volksabstimmung die Eingliederung ganz Nordschleswigs nach Dänemark. Im Kirchspiel Hellewatt hatten 204 Wahlberechtigte für Dänemark und 84 für Deutschland votiert. Hellevad wurde eine einheitliche Kommune im Kreis Aabenraa Amt. Durch die neue Grenze ging das südliche Hinterland verloren. Hellevad blieb agrarisch geprägt und fungierte bis in die jüngste Zeit als Einkaufsort für das dünn besiedelte Umland. Mit der Verwaltungsreform 1970 wurde Hellevad Teil der größeren Kommune Rødekro (dt.: Rothenkrug). 2007 ging diese in der Aabenraa Kommune auf.

## Söhne und Töchter des Ortes
- Nicolaus Heldvader (1564–1634), Astronom und Kalendariograph, von 1590 bis 1608 und 1611/1612 Pfarrer am Ort